# Trichometasphaeria holmii
Trichometasphaeria holmii är en svampart som beskrevs av Luttr. 1963. Trichometasphaeria holmii ingår i släktet Trichometasphaeria och familjen Lophiostomataceae.   Inga underarter finns listade i Catalogue of Life.